# 沚国
沚，又稱沚方，為商朝诸侯国，位于商王朝西北部（今河南三门峡市陕州区附近）。沚是殷商之西小国。对商王朝时服时叛。商王武丁时期，武丁派军队进攻沚国，清除了沚国叛商勢力。国君沚瞂臣服商王朝，并成为商王武丁信任的大将。沚成为镇守西北的重要支柱之一。沚国也曾遭到西北的邛方和北部的土方攻击。商王文丁之后的卜辞和文献，不见有沚国的身影，可能在商王乙时期遭灭国之灾。

## 沚国国君列表
| 国君称谓     | 在位时间     | 对应中原王朝时期 |
| ------------ | ------------ | ---------------- |
| 此前世系失传 |              |                  |
| 沚瞂         | 公元前13世纪 | 商王武丁时期     |
| 中间世系失传 |              |                  |
| 沚戓         | 公元前12世纪 | 商王文丁时期     |
| 此后世系失传 |              |                  |